# Округ Санта Барбара
Округ Санта Барбара (енгл. Santa Barbara County) округ је у савезној држави Калифорнија, САД. Један је од првобитних округа Калифорније који су формирани 1850. Округ је територијално био већи, али је 1872. од дела његове територије формиран Округ Вентура. Назив округа потиче од шпанског имена за Свету Барбару. Седиште округа је Санта Барбара, док је највећи град Санта Марија. Површина округа је 9.813,7 km², од чега је 7.088,8 km² (72,23%) копно, а 2.724,8 km² (27,77%) вода. У саставу округа налазе се и четири од укупно осам острва из групе Калифорнијских каналских острва.
Према попису из 2010, округ је имао 423.895 становника.
Округом управља петочлани одбор супервизора.

## Највећи градови
| Град          | Бр. становника (2010) |  |
| ------------- | --------------------- |  |
| Санта Марија  | 99.553                |  |
| Санта Барбара | 88.410                |  |
| Ломпок        | 42.434                |  |
| Голита        | 29.888                |  |
| Карпинтерија  | 13.040                |  |